# 昆士蘭科技大學商學院
昆士蘭科技大學商學院（英文：QUT Business School）是澳大利亞昆士蘭科技大學商學院麾下的五個附屬機構之一。2009年，研究所內研習學士後課程的學生人數逾1,000名。
昆士蘭科技大學（昆科大）始創於1908年；商學院設立於1995年，當時主要教授予企業管理碩士的學位課程。爾後其發展擴及於企業與行政管理領域的學務發展上；2009年起商學院提供予企業管理博士（DBA）課程。

## 地理環境

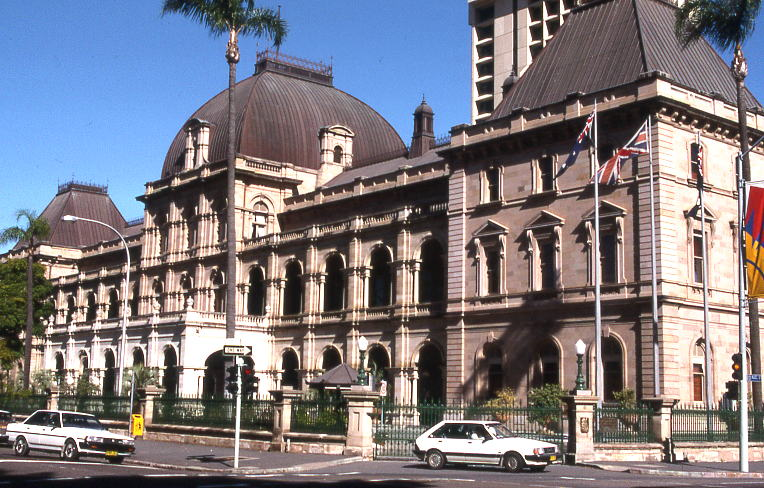
座落於商學院之旁的昆士蘭州議會大廈

商學院座落於昆士蘭州府城布里斯本的中央商業區內。該區域為昆士蘭科技大學（QUT）的城中校區——花園角，與州議會、市立植物園為鄰，是在市中心內唯一有校園和完整設施與服務的公立大學。商學院旗下學生能自由進出並使用QUT圖書館中的一切設備（包括24小時開放的電腦中心、小型會議室、影印服務中心、書籍借閱等）。此外與校內的其他商學院學生一樣，同享大學所提供的「學生服務」與「學生支援」方面的延時服務。

## 國際排名
2009年英國泰晤士報高等教育評鑑，QUT大在澳洲38所大學之中，排名第14，全球排名第244。 （页面存档备份，存于）。
商學院經由AACSB、AMBA和EQUIS認證，是目前全球同經以上三大學術認證的100所學校之一 （页面存档备份，存于）。
昆士蘭科技大學商學院是澳洲僅有的三所同時獲得AACSB、AMBA、EQUIS認證的商學院之一，其他兩所分別為雪梨大學商學院和蒙納許大學。

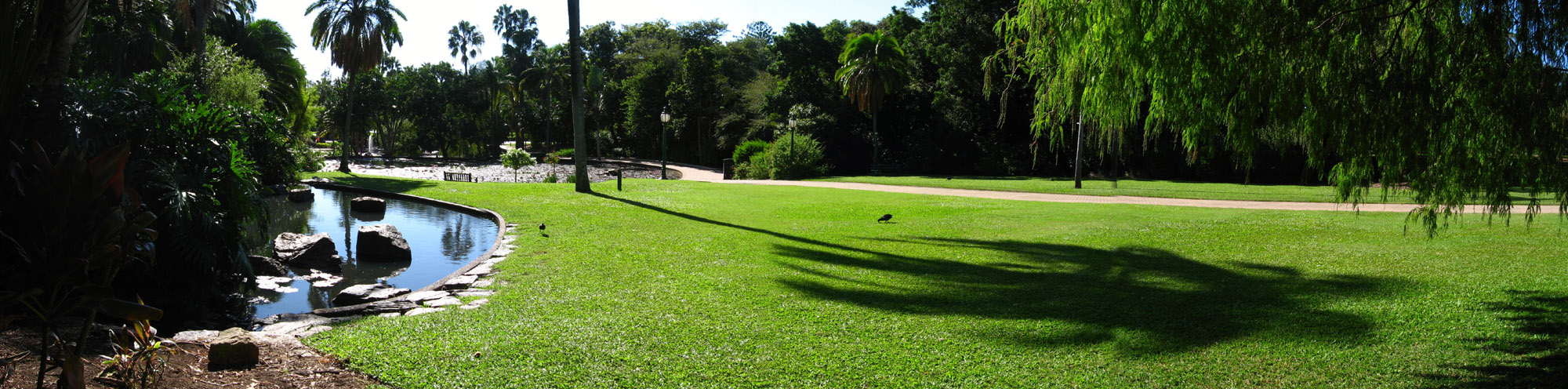
商學院前的市立植物園

## 主要課程與課程銜接方式
- 企業管理碩士（MBA）：總共有6個學程。每學程安排2項課程，7個星期研修完畢。全職MBA學生一年即可畢業，在職進修者亦可二年完成學業[1] 。此外，選讀「學士後企業管理學證書」（Graduate Certificate of Business Administration）的全日制學生，可於2個學程結束後完成進修，而在職學生所需時間則為4個學程；爾後即與MBA課程銜接。
- 企業管理博士（DBA）：企管博士須完成MBA的課程，接著是攻讀「研究方法論」及數個研究專案。DBA與一般哲學博士（Doctor of Philosophy；PhD）所不同的，是它注重實務面，在研究和專業上聚焦於商務[2]。
- 商學碩士（Masters of Business；MBus）：總共有3個學期，每學期為13個星期，使學生可於18個月後完成學業。MBus的學位課程允許學生在其他學歷或專業之上，再添增新的專業知識，如會計學、廣告、應用財務金融等[2]。自2009年起，商學院規劃了更具彈性的學習方式，如安排密集課程、線上學習等，使學生對知識更能領會。此外，選讀「學士後商學證書」（Graduate Certificate of Business ）的全日制學生，可於1個學期後完成進修，接著與MBus課程銜接。

## 外部連結
- 昆士蘭科技大學（QUT）官方網站
- 昆士蘭科技大學商學院 官方網站